# Niet-fractiegebonden leden van het Europees Parlement
Niet-fractiegebonden leden in het Europees Parlement (afgekort tot NA van non-attached) zijn leden van het Europees Parlement die zich niet aangesloten hebben bij een in het parlement ingestelde fractie.

## Lijst van niet-fractiegebonden leden
| Negende legislatuur |    | |                                                              |
| Land                | #  | Lid van het Europees Parlement (2019-2024) | Nationale partij                                             |
| Duitsland           | 3  | Martin Sonneborn | Die PARTEI                                                   |
| Duitsland           | 3  | Martin Buschmann | Partei Mensch Umwelt Tierschutz                              |
| Duitsland           | 3  | Lars Patrick Berg Jörg Meuthen | onafhankelijk                                                |
| Frankrijk           | 4  | Gilbert Collard, Jérôme Rivière, Maxette Pirbakas, Nicolas Bay | Rassemblement national                                       |
| Griekenland         | 4  | Athanasios Konstantinou, Ioannis Lagos | Gouden Dageraad                                              |
| Griekenland         | 4  | Konstantinos Papadakis, Lefteris Nikolaou-Alavanos | Communistische Partij van Griekenland                        |
| Hongarije           | 13 | Márton Gyöngyösi | Jobbik                                                       |
| Hongarije           | 13 | Andrea Bocskor, Andor Deli, Tamás Deutsch, András Gyürk, Kinga Gál, Enikő Győri, Balázs Hidvéghi, Lívia Járóka, Ádám Kósa, Ernő Schaller-Baross, Edina Tóth, László Trócsányi | Fidesz                                                       |
| Italië              | 9  | Isabella Adinolfi, Tiziana Beghin, Fabio Massimo Castaldo, Ignazio Corrao, Rosa D'Amato, Eleonora Evi, Laura Ferrara, Mario Furore, Chiara Gemma, Dino Giarrusso, Piernicola Pedicini, Sabrina Pignedoli, Daniela Rondinelli, Marco Zullo | MoVimento 5 Stelle                                           |
| Italië              | 9  | Andrea Caroppo, Francesca Donato | onafhankelijk                                                |
| Italië              | 9  | Luisa Regimenti, Lucia Vuolo | Lega                                                         |
| Kroatië             | 2  | Mislav Kolakušić | Onafhankelijke lijst                                         |
| Kroatië             | 2  | Ivan Vilibor Sinčić | Menselijk Schild                                             |
| Letland             | 2  | Tatjana Ždanoka | Russische Unie van Letland                                   |
| Letland             | 2  | Dace Melbārde | onafhankelijk                                                |
| Litouwen            | 1  | Viktor Uspaskich | Darbo Partija                                                |
| Nederland           | 1  | Marcel de Graaff | Forum voor Democratie                                        |
| Slowakije           | 2  | Miroslav Radačovský, Milan Uhrík | onafhankelijk                                                |
| Spanje              | 3  | Oriol Junqueras | Ahora Repúblicas                                             |
| Spanje              | 3  | Antoni Comín, Carles Puigdemont, Clara Ponsatí Obiols | Junts per Catalunya                                          |
| Verenigd Koninkrijk | -  | Diane Dodds | Democratic Unionist Party                                    |
| Verenigd Koninkrijk | -  | David Bull, Jonathan Bullock, Belinda De Camborne Lucy, Martin Daubney, Andrew England Kerr, Nigel Farage, Lance Forman, Claire Fox, Nathan Gill, James Glancy, Benyamin Habib, Lucy Harris, Michael Heaver, Christina Jordan, John Longworth, Rupert Lowe, Brian Monteith, Jane Mummery, Henrik Overgaard Nielsen, Matthew Patten, Alexandra Philips, Jake Pugh, Annunziata Rees-Mogg, Robert Rowland, Louis Stedman-Bryce, John Tennant, Richard Tice, James Wells, Ann Widdecombe | Brexit Party                                                 |
|                     | 43 | actueel totaal |                                                              |
| Achtste legislatuur |    | |                                                              |
| Land                | #  | Lid van het Europees Parlement (2014-2019) | Nationale partij                                             |
| Duitsland           | 2  | Udo Voigt | Nationaldemokratische Partei Deutschlands                    |
| Duitsland           | 2  | Martin Sonneborn | Die PARTEI                                                   |
| Denemarken          | 1  | Rikke Karlsson | onafhankelijk                                                |
| Frankrijk           | 3  | Bruno Gollnisch, Jean-Marie Le Pen | Front National                                               |
| Frankrijk           | 3  | Sophie Montel | onafhankelijk                                                |
| Griekenland         | 5  | Lambros Fundulis, Elefterios Sinadinos | Gouden Dageraad                                              |
| Griekenland         | 5  | Konstandinos Papadakis, Sotirios Zarianopulos | Communistische Partij van Griekenland                        |
| Griekenland         | 5  | Georgos Epitideios | onafhankelijk                                                |
| Hongarije           | 3  | Zoltán Balczó, Béla Kovács, Krisztina Morvai | Beweging voor een Beter Hongarije                            |
| Polen               | 2  | Dobromir Sośnierz | Wolność                                                      |
| Polen               | 2  | Kazimierz Michał Ujazdowski | onafhankelijk                                                |
| Roemenië            | 1  | Cătălin-Sorin Ivan | onafhankelijk                                                |
| Verenigd Koninkrijk | 3  | Diane Dodds | Democratic Unionist Party                                    |
| Verenigd Koninkrijk | 3  | Mike Hookem | UK Independence Party                                        |
| Verenigd Koninkrijk | 3  | Steven Woolfe | onafhankelijk                                                |
|                     | 20 | totaal |                                                              |
| Zevende legislatuur |    | |                                                              |
| Land                | #  | Lid van het Europees Parlement (2009-2014) | Nationale partij                                             |
| België              | 1  | Philip Claeys | Vlaams Belang                                                |
| Bulgarije           | 1  | Dimitar Stoyanov | Nationale Aanvalsunie                                        |
| Frankrijk           | 3  | Bruno Gollnisch, Jean-Marie Le Pen, Marine Le Pen | Front National                                               |
| Hongarije           | 3  | Béla Kovács, Krisztina Morvai, Csanád Szegedi | Beweging voor een Beter Hongarije                            |
| Ierland             | 1  | Nessa Childers | onafhankelijk                                                |
| Italië              | 2  | Franco Bonanini | onafhankelijk                                                |
| Italië              | 2  | Mario Borghezio | onafhankelijk                                                |
| Nederland           | 5  | Patricia van der Kammen, Lucas Hartong, Auke Zijlstra | Partij voor de Vrijheid                                      |
| Nederland           | 5  | Laurence Stassen, Daniël van der Stoep | onafhankelijk                                                |
| Oostenrijk          | 5  | Hans-Peter Martin | Liste Dr. Hans-Peter Martin – Für echte Kontrolle in Brüssel |
| Oostenrijk          | 5  | Andreas Mölzer, Franz Obermayr | Vrijheidspartij van Oostenrijk                               |
| Oostenrijk          | 5  | Martin Ehrenhauser, Angelika Werthmann | onafhankelijk                                                |
| Roemenië            | 3  | Corneliu Vadim Tudor, Dan Dumitru Zamfirescu | Partij voor Groot-Roemenië                                   |
| Roemenië            | 3  | Adrian Severin | onafhankelijk                                                |
| Spanje              | 1  | Francisco Sosa Wagner | Unión, Progreso y Democracia                                 |
| Verenigd Koninkrijk | 7  | Andrew Brons, Nick Griffin | British National Party                                       |
| Verenigd Koninkrijk | 7  | Diane Dodds | Democratische Unionistische Partij                           |
| Verenigd Koninkrijk | 7  | Godfrey Bloom, Trevor Colman, Mike Nattrass, Nicole Sinclaire | United Kingdom Independence Party                            |
|                     | 32 | totaal |                                                              |

zittingsperiode 2024/2029

Europese Volkspartij · Progressieve Alliantie van Socialisten en Democraten · Patriotten voor Europa · Europese Conservatieven en Hervormers · Renew Europe · De Groenen/Vrije Europese Alliantie · Linkse Fractie · Europa van Soevereine Naties
niet-fractiegebonden leden